# Rozenstraat 1-37, 2-20 en Leliestraat 2-10, 1-7
De veertig huizen van Rozenstraat 1-37, 2-20 en Leliestraat 2-10, 1-7 vormen een gemeentelijk monument in de wijk Nieuwe Oosterhei van Baarn in de provincie Utrecht.
De huizen werden in 1920 gebouwd voor woningstichting Patrimonium. Het complex bestaat uit vier blokken, types A, B, C en D. Het centrale deel staat in een ruitvormig met huizen van type blok A. De huizen van type D staan aan de oostzijde hiervan. Het omsloten terrein binnen deze vorm is typerend voor de tijd dat de huizen werden gebouwd. De blokken B en C zijn iets kleiner en liggen aan de westzijde van de 'ruit'. De schuifvensters met roeden in de bovenlichten zijn in de loop der tijd verdwenen.